# Pulo Brayan Bengkel Baru
Pulo Brayan Bengkel Baru is een bestuurslaag in het regentschap Medan van de provincie Noord-Sumatra, Indonesië. Pulo Brayan Bengkel Baru telt 10.105 inwoners (volkstelling 2010).